# La caserma
La caserma è stato un programma televisivo italiano di genere docu-reality, andato in onda in prima serata su Rai 2 dal 27 gennaio 2021 al 17 dicembre 2023. Il programma era basato sul format britannico di ITV Lads' Army.

## Il programma
I protagonisti del programma (le reclute) sono un gruppo di ragazzi e ragazze con età compresa tra i 18 e i 23 anni, provenienti da tutta Italia, appartenenti alla cosiddetta Generazione Z che non ha mai vissuto in un mondo senza Internet e social media, che dovranno vivere per un mese all'interno di una struttura adibita a caserma militare a Levico Terme (TN), adattandosi ad un rigido percorso di formazione militare rispettando le regole imposte da cinque istruttori professionisti. Nel corso delle puntate, le reclute dovranno affrontare duri addestramenti, percorsi ginnici, corse zavorrate, mimetizzazione, escursioni in esterna, arrampicate e traversate, con l'obiettivo di imparare a credere nel gruppo e nell'amicizia. Nonostante i bassi ascolti della prima edizione, nel settembre 2021 viene annunciata la seconda edizione che si svolge a Vinadio (CN) ed è andata in onda su Rai 2 dal 12 novembre al 17 dicembre 2023.

## Cast

### Narratore
| Narratore        | Edizioni | Edizioni | Totale |
| Narratore        | 1ª       | 2ª       | Totale |
| ---------------- | -------- | -------- | ------ |
| Simone Montedoro |          |          | 1      |
| Dario Dossena    |          |          | 1      |

### Capo-istruttori
| Capo-istruttore | Edizioni | Edizioni | Totale |
| Capo-istruttore | 1ª       | 2ª       | Totale |
| --------------- | -------- | -------- | ------ |
| Renato Daretti  |          |          | 2      |
| Giovanni Rizzo  |          |          | 2      |

### Istruttore
| Istruttore        | Edizioni | Edizioni | Totale |
| Istruttore        | 1ª       | 2ª       | Totale |
| ----------------- | -------- | -------- | ------ |
| Germano Capriotti |          |          | 2      |

### Aiuto-istruttore
| Aiuto-istruttore | Edizioni | Edizioni | Totale |
| Aiuto-istruttore | 1ª       | 2ª       | Totale |
| ---------------- | -------- | -------- | ------ |
| Deborah Colucci  |          |          | 2      |
| Simone Cadamuro  |          |          | 1      |
| Salvatore Rossi  |          |          | 1      |
| Silvio Davì      |          |          | 1      |
| Leonardo Micera  |          |          | 1      |

## Edizioni
| Edizione | Periodo          | Periodo          | Puntate | Narrazione       | Capi istruttori | Capi istruttori | Reclute | Reclute migliori     | Reclute migliori | Reclute migliori | Reclute migliori | Location          |
| Edizione | Inizio           | Fine             | Puntate | Narrazione       | Capi istruttori | Capi istruttori | Reclute | Reclute migliori     | Reclute migliori | Reclute migliori | Reclute migliori | Location          |
| -------- | ---------------- | ---------------- | ------- | ---------------- | --------------- | --------------- | ------- | -------------------- | ---------------- | ---------------- | ---------------- | ----------------- |
| 1ª       | 27 gennaio 2021  | 10 marzo 2021    | 6       | Simone Montedoro | Renato Daretti  | Giovanni Rizzo  | 21      | Alessandro Badinelli | Simone Peroni    | Luca Ferettini   | William Lapresa  | Levico Terme (TN) |
| 2ª       | 12 novembre 2023 | 17 dicembre 2023 | 6       | Dario Dossena    | Renato Daretti  | Giovanni Rizzo  | 24      | Virginia Brunori     | Virginia Brunori | Virginia Brunori | Virginia Brunori | Vinadio (CN)      |

## Riepilogo delle edizioni

### Prima edizione (2021)

#### Reclute
| Recluta                 | Data di nascita   | Attività                                                      | Provenienza                 | Puntate            | Puntate          | Puntate            | Puntate        | Puntate        | Puntate              | Puntate              | Puntate              | Puntate                  | Puntate                      | Puntate                        | Puntate                        | Puntate                         | Stato                                     |
| Recluta                 | Data di nascita   | Attività                                                      | Provenienza                 | 1ª                 | 1ª               | 2ª                 | 2ª             | 2ª             | 2ª                   | 3ª                   | 3ª                   | 3ª                       | 4ª                           | 5ª                             | 6ª                             | 6ª                              | Stato                                     |
| ----------------------- | ----------------- | ------------------------------------------------------------- | --------------------------- | ------------------ | ---------------- | ------------------ | -------------- | -------------- | -------------------- | -------------------- | -------------------- | ------------------------ | ---------------------------- | ------------------------------ | ------------------------------ | ------------------------------- | ----------------------------------------- |
| Nicholas Lapresa        | 12 marzo 1999     | Influencer                                                    | Granarolo dell'Emilia (BO)  | Entra in caserma   | Punito           | Punito             | Punito         | Squadra blu    | Terzo classificato   | Punito               | Terzo classificato   | Vince la seconda prova   |                              | Nominato caposquadra           | Vincono la gara tra le squadre | Congedato                       | Squadra Blu - Comandante                  |
| Elena Santoro           | 1999              | Studentessa universitaria                                     | Roma                        | Entra in caserma   | Entra in caserma | Squadra gialla     | Squadra gialla | Squadra gialla | Seconda classificata | Seconda classificata | Seconda classificata | Seconda classificata     | Smistata nella squadra blu   | Nominata vicecaposquadra       | Vincono la gara tra le squadre | Congedata                       | Squadra Gialla, poi Blu - Vice Comandante |
| Alessandro Badinelli    | 1998              | Impiegato in un fast food                                     | Sutri (VT)                  | Entra in caserma   | Punito           | Punito             | Punito         | Squadra blu    | Terzo classificato   | Terzo classificato   | Terzo classificato   | Vince la seconda prova   |                              |                                | Vincono la gara tra le squadre | Congedati                       | Squadra Blu                               |
| Simone Peroni           | 9 novembre 2000   | Studente, giardiniere tree climber, personaggio TV            | Bolzano                     | Non in caserma     | Non in caserma   | Entra in caserma   | Squadra gialla | Squadra gialla | Secondo classificato | Puniti               | Secondo classificato | Secondo classificato     | Smistati nella squadra blu   | Squadra Gialla, poi Blu        | Vincono la gara tra le squadre | Congedati                       |                                           |
| George Ciupilan         | 13 luglio 2002    | Influencer, personaggio TV                                    | Stella (SV)                 | Entrano in caserma | Puniti           | Puniti             | Puniti         | Squadra gialla | Secondo classificato | Puniti               | Secondo classificato | Secondo classificato     | Smistati nella squadra blu   | Squadra Gialla, poi Blu        | Vincono la gara tra le squadre | Congedato                       |                                           |
| Naomi Akano             | 2001              | Studentessa universitaria, youtuber                           | Modena                      | Entrano in caserma | Puniti           | Puniti             | Puniti         | Squadra blu    | Terza classificata   | Terza classificata   | Terza classificata   | Vince la seconda prova   |                              | Congedati                      | Vincono la gara tra le squadre | Squadra Blu                     |                                           |
| Antonio Gennarelli      | 2001              | Atleta di parkour                                             | Cercola (NA)                | Entra in caserma   | Entra in caserma | Squadra gialla     | Squadra gialla | Squadra gialla | Secondo classificato | Secondo classificato | Secondo classificato | Secondo classificato     | Smistato nella squadra blu   | Congedati                      | Vincono la gara tra le squadre | Squadra Gialla, poi Blu         |                                           |
| Andrea Giovanni Fratino | 29 giugno 2001    | Studente di lingue, youtuber,                                 | Arluno (MI)                 | Non in caserma     | Non in caserma   | Entrano in caserma | Punito         | Squadra blu    | Terzo classificato   | Punito               | Terzo classificato   | Vincono la seconda prova | Punito                       | Congedati                      | Vincono la gara tra le squadre | Squadra Blu                     |                                           |
| Matteo Rizzolo          | 1999              | Studente di scienze motorie, organizzatore di eventi e viaggi | Parma                       | Non in caserma     | Non in caserma   | Entrano in caserma | Squadra blu    | Squadra blu    | Terzo classificato   | Terzo classificato   | Terzo classificato   | Vincono la seconda prova |                              | Congedati                      | Vincono la gara tra le squadre | Squadra Blu                     |                                           |
| Emanuele Cimadoro       | 1999              | Studente                                                      | Fino Mornasco (CO)          | Non in caserma     | Non in caserma   | Entrano in caserma | Punito         | Squadra blu    | Terzo classificato   | Terzo classificato   | Terzo classificato   | Vincono la seconda prova |                              | Congedati                      | Vincono la gara tra le squadre | Squadra Blu                     |                                           |
| Luca Ferettini          | 2002              | Studente universitario, cantante                              | Milano                      | Entrano in caserma | Puniti           | Puniti             | Puniti         | Squadra rossa  | Primo classificato   | Puniti               | Primo classificato   | Primo classificato       | Nominato caposquadra         | Perdono la gara tra le squadre | Congedati                      | Squadra Rossa - Comandante      |                                           |
| William Lapresa         | 12 marzo 1999     | Influencer                                                    | Granarolo dell'Emilia (BO)  | Entrano in caserma | Puniti           | Puniti             | Puniti         | Squadra rossa  | Primo classificato   | Puniti               | Primo classificato   | Primo classificato       | Nominato vicecaposquadra     | Perdono la gara tra le squadre | Congedati                      | Squadra Rossa - Vice Comandante |                                           |
| Omar Hussain            | 1997              | Studente di fisica, membro del Mensa                          | Massa e Cozzile (PT)        | Entra in caserma   | Entra in caserma | Squadra rossa      | Squadra rossa  | Squadra rossa  | Primo classificato   | Primo classificato   | Primo classificato   | Primo classificato       |                              | Perdono la gara tra le squadre | Congedati                      | Squadra Rossa                   |                                           |
| Erika Mattina           | 21 luglio 1997    | Neolaureata, attivista LGBT                                   | Brugherio (MB)              | Entra in caserma   | Entra in caserma | Punita             | Punita         | Squadra gialla | Seconda classificata | Seconda classificata | Seconda classificata | Seconda classificata     | Smistata nella squadra rossa | Perdono la gara tra le squadre | Congedati                      | Squadra Gialla, poi Rossa       |                                           |
| Elia Cassardo           | 2001              | Studente liceo delle scienze umane                            | Milano                      | Non in caserma     | Non in caserma   | Entra in caserma   | Punito         | Squadra rossa  | Primo classificato   | Puniti               | Primo classificato   | Primo classificato       |                              | Perdono la gara tra le squadre | Congedati                      | Squadra Rossa                   |                                           |
| Linda Mauri             | 18 settembre 1998 | Studentessa universitaria, modella                            | Nova Milanese (MB)          | Entra in caserma   | Entra in caserma | Punita             | Punita         | Squadra rossa  | Primo classificato   | Puniti               | Primo classificato   | Primo classificato       | Congedati                    | Perdono la gara tra le squadre |                                | Squadra Rossa                   |                                           |
| Alice Paniccia          | 15 novembre 1997  | Istruttrice di danza e yoga                                   | Roma                        | Entra in caserma   | Entra in caserma | Squadra rossa      | Squadra rossa  | Squadra rossa  | Primo classificato   | Prima classificata   | Prima classificata   | Prima classificata       | Congedati                    | Perdono la gara tra le squadre |                                | Squadra Rossa                   |                                           |
| Andrea Antonio Rosa     | 2002              | Studente                                                      | Settimo Milanese (MI)       | Non in caserma     | Non in caserma   | Entrano in caserma | Puniti         | Squadra rossa  | Primo classificato   | Punito               | Primo classificato   | Primo classificato       | Congedati                    | Perdono la gara tra le squadre | Punito                         | Squadra Rossa                   |                                           |
| Denis Brioschi          | 1998              | Studente di economia                                          | Nova Milanese (MB)          | Non in caserma     | Non in caserma   | Entrano in caserma | Puniti         | Squadra gialla | Secondo classificato | Secondo classificato | Secondo classificato | Secondo classificato     | Congedati                    | Perdono la gara tra le squadre | Smistati nella squadra rossa   | Squadra Gialla, poi Rossa       |                                           |
| Carmelo Corsaro         | 2001              | Studente                                                      | Brescia                     | Non in caserma     | Non in caserma   | Entrano in caserma | Puniti         | Squadra gialla | Secondo classificato | Punito               | Secondo classificato | Secondo classificato     | Congedati                    | Perdono la gara tra le squadre | Smistati nella squadra rossa   | Squadra Gialla, poi Rossa       |                                           |
| Martina Albertoni       | 2001              | Impiegata in un agriturismo                                   | Castelfranco Piandiscò (AR) | Entra in caserma   | Entra in caserma | Squadra blu        | Squadra blu    | Squadra blu    | Terza classificata   | Ritirata             |                      |                          |                              |                                |                                |                                 | Ex Squadra Blu                            |

#### Ospiti
- Aldo Cazzullo (terza e quarta puntata)
- Elettra Lamborghini (sesta puntata)

#### Ascolti
| Puntata | Messa in onda    | Ascolti        | Ascolti | Ascolti |
| Puntata | Messa in onda    | Telespettatori | Share   | Fonte   |
| ------- | ---------------- | -------------- | ------- | ------- |
| 1       | 27 gennaio 2021  | 2 268 000      | 9,90%   | [ 5 ]   |
| 2       | 3 febbraio 2021  | 1 717 000      | 7,60%   | [ 6 ]   |
| 3       | 10 febbraio 2021 | 1 686 000      | 7,00%   | [ 7 ]   |
| 4       | 16 febbraio 2021 | 1 214 000      | 5,30%   | [ 8 ]   |
| 5       | 24 febbraio 2021 | 1 330 000      | 5,70%   | [ 9 ]   |
| 6       | 10 marzo 2021    | 1 030 000      | 4,40%   | [ 10 ]  |
| Media   | Media            | 1 541 000      | 6,65%   |         |

### Seconda edizione (2023)

#### Reclute
| Recluta                        | Data di nascita   | Attività                                                 | Provenienza        | Puntate                | Puntate   | Puntate   | Puntate   | Puntate   | Puntate   | Puntate   | Puntate | Puntate   | Puntate   | Puntate                        | Puntate                        | Stato          |
| Recluta                        | Data di nascita   | Attività                                                 | Provenienza        | 1ª                     | 1ª        | 2ª        | 2ª        | 3ª        | 3ª        | 4ª        | 5ª      | 5ª        | 5ª        | 6ª                             | 6ª                             | Stato          |
| ------------------------------ | ----------------- | -------------------------------------------------------- | ------------------ | ---------------------- | --------- | --------- | --------- | --------- | --------- | --------- | ------- | --------- | --------- | ------------------------------ | ------------------------------ | -------------- |
| Virginia Brunori               | 29 dicembre 2001  | Insegnante di ginnastica artistica                       | Perugia            | Entrano in caserma     | Vincitori | Vincitori | Vincitori | Vincitori | Vincitori | Salvi     | Puniti  | Vincitori | Vincitori | Vincono la gara tra le squadre | Congedata come miglior recluta | Squadra Puma   |
| Emanuele Ermini                | 30 maggio 2001    | Studente di Scienze Politiche e relazioni internazionali | Ariccia (RM)       | Entrano in caserma     | Vincitori | Vincitori | Vincitori | Vincitori | Vincitori | Salvi     | Puniti  | Vincitori | Vincitori | Vincono la gara tra le squadre | Congedato                      | Squadra Puma   |
| Andrea Del Frate               | 19 gennaio 2000   | Personal trainer, bodyweight, cestista                   | Porcari (LU)       | Entrano in caserma     | Vincitori | Vincitori | Vincitori | Vincitori | Vincitori | A rischio | Puniti  | Vincitori | Vincitori | Vincono la gara tra le squadre | Congedati                      | Squadra Puma   |
| Mariagrazia Fedele             | 27 aprile 2000    | Beauty model, insegnante di ballo                        | Massafra (TA)      | Entrano in caserma     | Vincitori | Vincitori | Vincitori | Vincitori | Vincitori | Salvi     | Puniti  | Vincitori | Vincitori | Vincono la gara tra le squadre | Congedati                      | Squadra Puma   |
| Oscar Frau                     | 2002              | Personal trainer, animatore                              | Capoterra (CA)     | Entrano in caserma     | Vincitori | Vincitori | Vincitori | Vincitori | Vincitori | Salvi     | Puniti  | Vincitori | Vincitori | Vincono la gara tra le squadre | Congedati                      | Squadra Puma   |
| Greta Lazzaroni                | 2001              | Operaia                                                  | Rovetta (BG)       | Entrano in caserma     | Salva     | Punita    | Punita    | Salva     | Salva     | Vincitori | Puniti  | Smistata  | Vincitori | Vincono la gara tra le squadre | Congedati                      | Squadra Puma   |
| Assen Pessina                  | 29 gennaio 2002   | –                                                        | Legnano (MI)       | Entrano in caserma     | Vincitori | Punito    | Vincitori | Vincitori | Vincitori | Salvo     | Puniti  | Vincitori | Vincitori | Vincono la gara tra le squadre | Congedati                      | Squadra Puma   |
| Sara Agri                      | 25 dicembre 1998  | Commessa                                                 | Viterbo            | Entrano in caserma     | Salvi     | Punita    | Punita    | Salvi     | Salvi     | Vincitori | Puniti  | Salva     | Salva     | Perdono la gara tra le squadre | Congedati                      | Squadra Falchi |
| Sofia Barbieri                 | 2 ottobre 2002    | Studentessa universitaria, modella                       | Genova             | Entrano in caserma     | Salvi     |           |           | Salvi     | Salvi     | Vincitori | Puniti  | Salva     | Salva     | Perdono la gara tra le squadre | Congedati                      | Squadra Falchi |
| Giovanni Fiorito               | 2003              | –                                                        | Milano             | Entrano in caserma     | Salvi     | A rischio | A rischio |           |           | Vincitori | Puniti  | Salva     | Salva     | Perdono la gara tra le squadre | Congedati                      | Squadra Falchi |
| Enrico Garufi                  | 18 dicembre 2001  | Studente di scienze motorie                              | Taormina (ME)      | Entrano in caserma     | A rischio | Salvo     | Salvo     |           |           | Vincitori | Puniti  | Salva     | Salva     | Perdono la gara tra le squadre | Congedati                      | Squadra Falchi |
| Andrea Gramiccia               | 12 dicembre 2002  | Cameriere                                                | Roma               | Entrano in caserma     | Vincitori | Vincitori | Vincitori | Vincitori | Smistato  | Vincitori | Puniti  | Salva     | Salva     | Perdono la gara tra le squadre | Congedati                      | Squadra Falchi |
| Gabriele Verde                 | 13 settembre 1999 | Pizzaiolo                                                | Civitavecchia (RM) | Entrano in caserma     | Salvi     | Punito    | Punito    | Salvi     | Salvi     | Vincitori | Puniti  | A rischio | A rischio | Perdono la gara tra le squadre | Congedati                      | Squadra Falchi |
| Luca Di Stadio                 | 1998              | Operatore socio sanitario                                | Roma               | Entrano in caserma     | Salvi     |           |           | Salvi     | Salvi     | Vincitori | Puniti  | Eliminato | Eliminato |                                |                                | Squadra Falchi |
| Vittoriana "Leyla" Lulù Romano | 2000              | Studentessa di teatro                                    | Barrafranca (EN)   | Entrano in caserma     | Vincitori | Punita    | Vincitori | Vincitori | Vincitori | Eliminate |         |           |           |                                |                                | Squadra Puma   |
| Giorgia Yin                    | 4 giugno 1998     | Content creator                                          | Treviso            | Entrano in caserma     | Vincitori | Vincitori | Punita    | Vincitori | Vincitori | Eliminate |         |           |           |                                |                                | Squadra Puma   |
| Enrico Schenoni                | 2000              | Studente di architettura                                 | Milano             | Entrano in caserma     | Salvo     | Punito    | Punito    | Eliminato |           |           |         |           |           |                                |                                | Squadra Falchi |
| Giorgia Cavalluzzo             | 13 agosto 2001    | Studentessa di lingue                                    | Formia (LT)        | Entrano in caserma     | Eliminata |           |           |           |           |           |         |           |           |                                |                                | Squadra Falchi |
| Giada Campone                  | 12 giugno 2003    | –                                                        | Firenze            | Non entrano in caserma |           |           |           |           |           |           |         |           |           |                                |                                | –              |
| Sabrina Armiliato              | 13 dicembre 1998  | Studentessa universitaria                                | Genova             | Non entrano in caserma |           |           |           |           |           |           |         |           |           |                                |                                | –              |
| Felice Cormio                  | 2003              | Modello, fioraio                                         | Cerignola (FG)     | Non entrano in caserma |           |           |           |           |           |           |         |           |           |                                |                                | –              |
| Edoardo Mattei                 | 16 luglio 2002    | Studente universitario                                   | Roma               | Non entrano in caserma |           |           |           |           |           |           |         |           |           |                                |                                | –              |
| Lorenzo Toninelli              | 31 agosto 2001    | Studente universitario                                   | Cremona            | Non entrano in caserma |           |           |           |           |           |           |         |           |           |                                |                                | –              |
| Stefano Vulcano                | 23 febbraio 2000  | –                                                        | Manta (CN)         | Non entrano in caserma |           |           |           |           |           |           |         |           |           |                                |                                | –              |

#### Ospiti
- Aldo Cazzullo (terza puntata)

#### Ascolti
| Puntata | Messa in onda    | Ascolti        | Ascolti | Ascolti |
| Puntata | Messa in onda    | Telespettatori | Share   | Fonte   |
| ------- | ---------------- | -------------- | ------- | ------- |
| 1       | 12 novembre 2023 | 766 000        | 3,80%   | [ 12 ]  |
| 2       | 19 novembre 2023 | 666 000        | 3,30%   | [ 13 ]  |
| 3       | 26 novembre 2023 | 701 000        | 3,80%   | [ 14 ]  |
| 4       | 3 dicembre 2023  | 545 000        | 2,80%   | [ 15 ]  |
| 5       | 10 dicembre 2023 | 549 000        | 2,80%   | [ 16 ]  |
| 6       | 17 dicembre 2023 | 427 000        | 2,30%   | [ 17 ]  |
| Media   | Media            | 609 000        | 3,10%   |         |

## Audience
| Edizione | Rete televisiva | Anno | Stagione | Programmazione | Programmazione | Programmazione | Programmazione | Programmazione | Programmazione | Programmazione | Collocazione | Media auditel  | Media auditel | Premiere       | Premiere | Finale         | Finale |
| Edizione | Rete televisiva | Anno | Stagione | L              | M              | M              | G              | V              | S              | D              | Collocazione | Telespettatori | Share         | Telespettatori | Share    | Telespettatori | Share  |
| -------- | --------------- | ---- | -------- | -------------- | -------------- | -------------- | -------------- | -------------- | -------------- | -------------- | ------------ | -------------- | ------------- | -------------- | -------- | -------------- | ------ |
| 1ª       | Rai 2           | 2021 | inverno  |                |                |                |                |                |                |                | Prima serata | 1 541 000      | 6,80%         | 2 268 000      | 9,90%    | 1 030 000      | 4,40%  |
| 2ª       | Rai 2           | 2023 | autunno  |                |                |                | 609 000        | 3,10%          | 766 000        | 3,80%          | Prima serata | 427 000        | 2,30%         |                |          |                |        |